# Будганя вас
Будганя вас (на словенски: Budganja vas) е село в Словения, регион Югоизточна Словения, община Жужемберк. Според Националната статистическа служба на Република Словения през 2015 г. селото има 92 жители.